# Titularbistum Obba
Obba ist ein Titularbistum der römisch-katholischen Kirche. 
Es geht zurück auf einen untergegangenen Bischofssitz in der gleichnamigen, auch unter dem Namen Abba bekannten antiken Stadt, die in der römischen Provinz Africa proconsularis (heute nördliches Tunesien) lag. Der Bischofssitz war der Kirchenprovinz Karthago zugeordnet.
| Titularbischöfe von Obba |                                 |                                                                  |                    |                   |
| Nr.                      | Name                            | Amt                                                              | von                | bis               |
| 1                        | François-Xavier Corbet CSSp     | Apostolischer Vikar des Apostolischen Vikariats Nord Madagaskar  | 5. Juli 1898       | 25. Juli 1914     |
| 2                        | Léon-Charles-Joseph Girod CSSp  | Apostolischer Vikar des Apostolischen Vikariats Loango (Kongo)   | 13. Januar 1915    | 13. Dezember 1919 |
| 3                        | Domenico Comin SDB              | Apostolischer Vikar des Apostolischen Vikariats Méndez (Ecuador) | 5. März 1920       | 17. August 1963   |
| 4                        | Joseph Khiamsun Nittayo         | Apostolischer Koadjutorvikar von Bangkok (Thailand)              | 13. September 1963 | 18. Dezember 1965 |
| 5                        | Jaime Lachica Sin               | Weihbischof in Jaro (Philippinen)                                | 10. Februar 1967   | 15. Januar 1972   |
| 6                        | Erwin Hecht OMI                 | Weihbischof in Kimberley (Südafrika)                             | 17. Februar 1972   | 1. Juli 1974      |
| 7                        | Alberto Giraldo Jaramillo PSS   | Weihbischof in Popayán (Kolumbien)                               | 8. August 1974     | 26. April 1977    |
| 8                        | Protacio Gungon                 | Weihbischof in Manila (Philippinen)                              | 8. Juli 1977       | 24. Januar 1983   |
| 9                        | George Patrick Ziemann          | Weihbischof in Los Angeles (Kalifornien) (USA)                   | 23. Dezember 1986  | 14. Juli 1992     |
| 10                       | José Eduardo Velásquez Tarazona | Weihbischof in Huaraz (Peru)                                     | 15. März 1994      | 1. Juli 2000      |
| 11                       | Gustavo Rodriguez Vega          | Weihbischof in Monterrey (Mexiko)                                | 27. Juni 2001      | 8. Oktober 2008   |
| 12                       | Joseph William Tobin CSsR       | Kurienerzbischof                                                 | 2. August 2010     | 18. Oktober 2012  |
| 13                       | Rafał Markowski                 | Weihbischof in Warschau (Polen)                                  | 4. November 2013   |                   |